# Bata (langue)
Pour les articles homonymes, voir Bata.

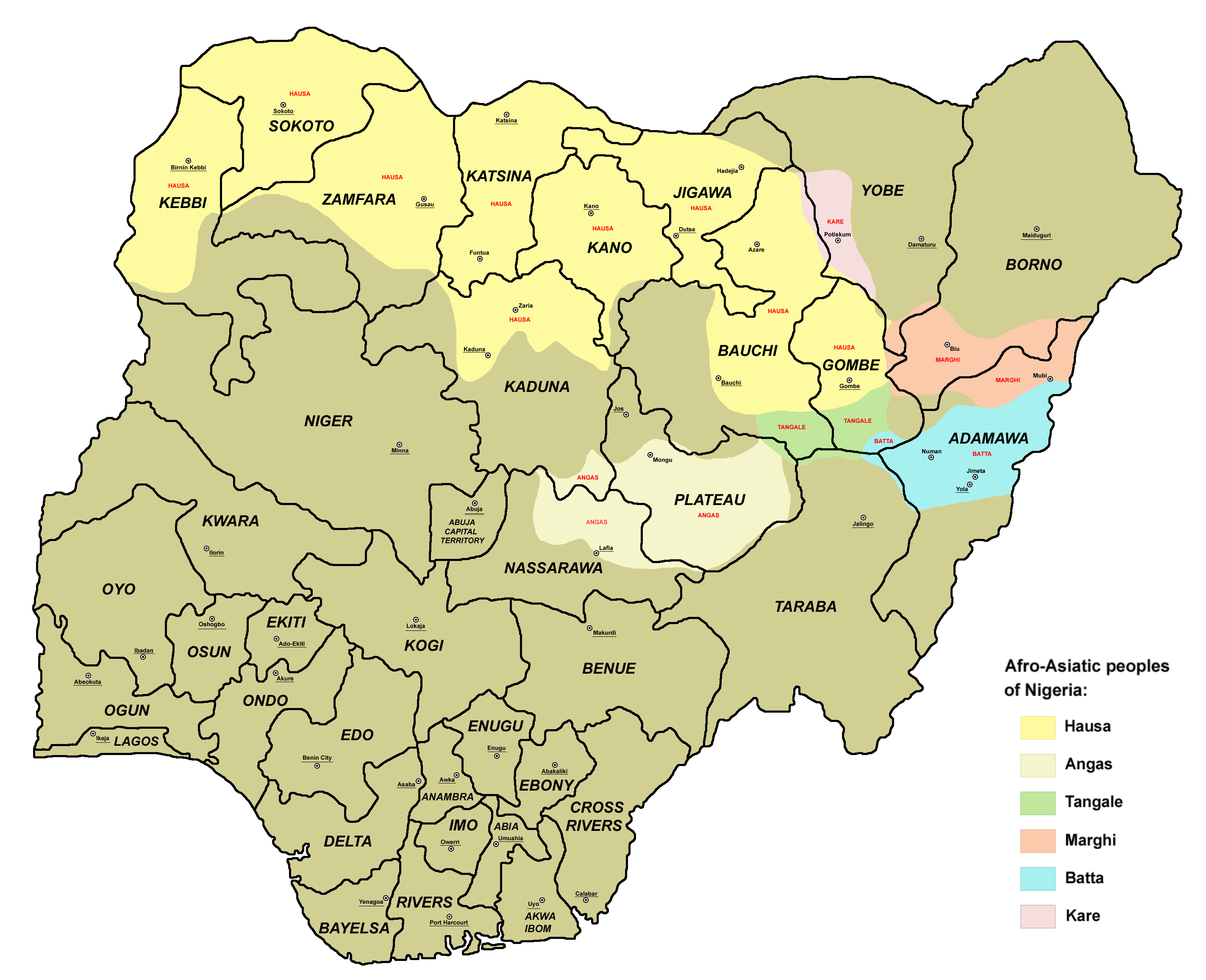
Carte des groupes linguistiques au Nigeria.

Le bata est une langue tchadique parlée principalement au Nigeria et de l'autre côté de la frontière au Cameroun,  dans la région du Nord, dans le département de la Bénoué à 30 km au nord-est de Garoua, le long de la rivière Bénoué, à l'ouest de Garoua, au nord du département du Faro, le long de la rivière Faro.
Le nombre total de locuteurs a été estimé à 152 500, dont 150 000 au Nigeria (1992) et 2 500 au Cameroun.